# Michael Richter (Mediävist)
Michael Richter (* 30. März 1943 in Waldenburg; † 23. Mai 2011 in Berlin) war ein deutscher Historiker.
Michael Richter studierte von 1962 bis 1968 Geschichte und Anglistik an den Universitäten Marburg, Berlin und London. Im Jahr 1968 wurde er bei Wilhelm Berges an der Freien Universität Berlin promoviert mit der Arbeit Normannen und Waliser bei Giraldus Cambrensis. Richter war von 1968 bis 1970 Senior research fellow der University of Wales in Aberystwyth. Von 1970 bis 1972 war er Stipendiat der Deutschen Forschungsgemeinschaft in London, Canterbury und im Vatikan. Von 1972 bis 1986 war Richter Lecturer in mittelalterlicher Geschichte am University College Dublin. 1980 habilitierte er sich extern an der Universität Trier bei Hans Hubert Anton. Von 1981 bis 1982 war er Gastprofessor an der Universität Wien. Von 1986 bis 2008 lehrte Richter als Professor für Verfassungsgeschichte des Mittelalters an der Universität Konstanz. Richter war ab 2000 ständiger Gastprofessor an der Central European University in Budapest. Zu seinen akademischen Schülern zählt Matthias Becher.
Seine Forschungsschwerpunkte waren die Geschichte der keltischen Länder im Mittelalter, Irland und Europa im frühen Mittelalter, die mündliche Kultur im Frühmittelalter, die Geschichte der Musik im Frühmittelalter und die Frühgeschichte der Abtei Bobbio. Seine 1983 erschienene Darstellung der mittelalterlichen Geschichte Irlands wurde zum Standardwerk. Im Jahr 1988 erschien eine englische Übersetzung und 1996 eine aktualisierte deutsche Auflage. Er veröffentlichte 2008 eine Darstellung über die Geschichte des Klosters Bobbio während der Merowinger- und Karolingerzeit bis zu Abt Agilulf am Ende des 9. Jahrhunderts.

## Schriften (Auswahl)
- Irland im Mittelalter. Kultur und Geschichte (= Wissenschaftliche Paperbacks. Bd. 16). Lit, Münster 2003, ISBN 3-8258-6437-5.
- Sprache und Gesellschaft im Mittelalter. Untersuchung zur mündlichen Kommunikation in England von der Mitte des 11. bis zum Beginn des 14. Jahrhunderts (= Monographien zur Geschichte des Mittelalters. Bd. 18). Hiersemann, Stuttgart 1979, ISBN 3-7772-7903-X.
- Giraldus Cambrensis. The growth of the Welsh nation. National Library of Wales, Aberystwyth 1976, ISBN 0-901833-78-9.